# Barathricola rimensis
Barathricola rimensis is een eenoogkreeftjessoort uit de familie van de Schminkepinellidae. De wetenschappelijke naam van de soort is voor het eerst geldig gepubliceerd in 1999 door Humes.